# Вибори мера Москви 2023
Вибори мера Москви в 2023 році відбулися 8-10 вересня 2023 року, в єдиний день голосування, одночасно з виборами багатьох інших органів місцевої влади в Російській Федерації. Мер Москви Сергій Собянін переміг на виборах з результатом 76,39% та переобранням на четвертий термін.

## Передісторія
Віце-прем'єр-міністр Росії — керівник апарату уряду і колишній губернатор Тюменської області Сергій Собянін був призначений мером Москви в жовтні 2010 року замість виконувача обов'язків мера Володимира Ресіна, який обіймав посаду вищої виконавчої влади міста відколи довгострокового мера Юрія Лужкова було звільнено президентом Дмитром Медведєвим у вересні 2010 р. Собянін подав у відставку в червні 2013 року і призначив виконувача обов'язків мера, щоб ініціювати дострокові вибори у вересні 2013 року. Незважаючи на те, що Собянін був членом правлячої партії «Єдина Росія», балотувався як незалежний депутат і виграв вибори, набравши 51,37 % голосів, ледве уникнувши другого туру з Олексієм Навальним, який посів друге місце (висунутий партією ПАРНАС, отримав 27,24 %). У 2018 році Собянін балотувався на третій термін як незалежний депутат і переміг на виборах, набравши, згідно офіційних даних, 70,17 % голосів.
Під час свого правління Сергій Собянін отримав позитивні оцінки за вирішення проблем транспортної та соціальної інфраструктури Москви, реконструкцію громадських просторів і взяття під контроль зовнішньої реклами та незаконного будівництва . Москва навіть приймала Чемпіонат світу з хокею 2016 року та Чемпіонат світу з футболу 2018 року . Собянін також став ініціатором російських зусиль у боротьбі з COVID-19, очоливши відповідну робочу групу Держради Росії . Успіх Собяніна на посаді мера викликав припущення про його можливе кар'єрне зростання, нібито він був кандидатом у прем'єр-міністри Росії на початку 2020 року, коли Дмитро Медведєв пішов у відставку з посади, однак президент Володимир Путін призначив на цю посаду Михайла Мішустіна. 10 вересня 2022 року, у день міста Москви, Путін підтримав Собяніна на переобрання.
Тим не менш, Сергія Собяніна також критикували за його інфраструктурні проекти, особливо за масову реконструкцію житлового фонду, яку критикували за чиновницькі зловживання і примусове переселення громадян. Порушення, які, як стверджувала російська опозиція, були скоєні виборчими органами Москви перед виборами в Московську міську думу 2019 року, спричинили масові протести в місті, які стали найбільшими політичними мітингами в Росії після протестів 2011—2013 років . Згодом кандидати від "Єдиної Росії " та уряду Москви отримали лише незначну більшість у Московській міській думі (25 із 45 місць). ФБК Олексія Навального також напав на московських чиновників, висунувши звинувачення в корупції проти заступників мера Анастасії Ракової, Петра Бірюкова, Олександра Горбенка та Наталії Сергуніної.

## Кандидати
У Москві кандидати в мери можуть висуватися від зареєстрованих політичних партій або шляхом самовисування. Кандидат в мери Москви повинен бути громадянином Росії і мати вік не менше 30 років. Кандидати на посаду міського голови не повинні мати іноземного громадянства чи посвідки на проживання. Кожен кандидат для реєстрації повинен зібрати не менше 6 % підписів депутатів і голів муніципалітетів (110—115 підписів). На муніципальних виборах у Москві 2022 року жодна з партій, окрім «Єдиної Росії» та руху «Мій район», пов'язаного із Собяніним, не отримала більше 1200 місць у муніципальних радах, а це означає, що всім кандидатам у мери потрібно буде домовитися з «Єдиною Росією», щоб пройти муніципальний фільтр. . Крім того, самовисуванці повинні зібрати 0,5 % підписів жителів Москви (37 981–41 779 підписів). Також кандидати в мери висувають 3 кандидатури в Раду Федерації, а переможець виборів пізніше призначає одну з представлених кандидатів. У 2021 році був прийнятий закон «Про єдині принципи організації державної влади в суб'єктах Російської Федерації», який скасував обмеження повноважень російських губернаторів, у тому числі мера Москви.

### Заявлені кандидати
- Борис Чернишов (ЛДПР), заступник голови Держдуми (2021–дотепер), депутат Держдуми (2016—2020, 2021–дотепер)[12][13]
- Владислав Даванков (Нові люди), заступник голови Держдуми (2021–дотепер)[14][15]
- Дмитро Гусєв (СР–ЗП), депутат Держдуми (2021–тепер)[16][17]
- Сергій Собянін («Єдина Росія»), чинний мер Москви (2010 — тепер)[16][18][19]
- Сергій Зальотін (Партія Відородження Росії), колишній депутат Тульської обласної думи (2004—2019), колишній космонавт[20]
- Леонід Зюганов (КПРФ), депутат Московської міської думи (2014–тепер), онук лідера КПРФ Геннадія Зюганова[21][22]

## Опитування
| Дата опитування     | Соціологічна компанія | Собянін | Зюганов | Чернишов | Гусєв | Даванков | Не визначилися | Відрив першого місця |
| ------------------- | --------------------- | ------- | ------- | -------- | ----- | -------- | -------------- | -------------------- |
| Дата опитування     | Соціологічна компанія |         |         |          |       |          | Не визначилися | Відрив першого місця |
| 12–13 травня 2023 р | Russian Field         | 67 %    | 6 %     | 1 %      | 1 %   | <1 %     | 12 %           | 61 %                 |